# Afromorgus zumpti
Afromorgus zumpti is een keversoort uit de familie beenderknagers (Trogidae). De wetenschappelijke naam van de soort is voor het eerst geldig gepubliceerd in 1957 door Haaf.